# Svensk Scenkonst
Svensk Scenkonst är bransch- och arbetsgivarorganisation för företag och institutioner inom scenkonstområdet. Organisationen hade tidigare namnet Teatrarnas Riksförbund (TR).

## Verksamhet
Svensk Scenkonst arbetar främst med arbetsgivarfrågor och opinionsbildning. Organisationen ger stöd till medlemsföretagen inom arbetsrätt och upphovsrätt, och ansvarar för centrala fackliga förhandlingar. De viktigaste motparterna är Teaterförbundet, Sveriges Yrkesmusikerförbund och Svenska Musikerförbundet. 
Svensk Scenkonst arbetar även med kompetensutveckling och omvärldsbevakning. Erfarenhetsutbyte mellan medlemmarna stimuleras genom att organisationen tillhandahåller mötesplatser i form av bland annat seminarier och nätverk.
2022 slöt Svensk Scenkonst ett samarbetsavtal under namnet Oberoende arbetsgivarorganisationers samverkan (OAS) tillsammans med Arbetsgivaralliansen, Bankinstitutens arbetsgivareorganisation (BAO), Fastigo, Fremia, Svensk Industriförening, och Svenska kyrkans arbetsgivarorganisation.

## Medlemmar
Idag består organisationen av omkring 230-tal aktörer inom teater, dans och musik. Bland medlemsföretagen finns främst dramatiska teatrar, operahus, symfoniorkestrar, privatteatrar, temaparker samt och dans- och cirkuskompanier. 
De största medlemsföretagen, räknat i antal anställda, är 
- Kungliga Operan
- Göteborgsoperan
- Stockholms stadsteater
- Malmö opera och musikteater
- Kungliga Dramatiska Teatern

## Organisation
VD sedan 2017 är Mikael Brännvall och styrelseordförande sedan 2020 är Birgitta Svendén. Svensk Scenkonst har tidigare letts av förbundsdirektörerna Ulrika Holmgaard 2011-2016 Sture Carlsson 2004–2011 och Laila Freivalds 2001–2003. Ingrid Dahlberg var styrelseordförande 2007–2012 och Stefan Forsberg 2012–2020. 
Kansliet ligger i Stockholm och består av cirka tio tjänstemän, de flesta jurister.